# Visão baseada em recursos
A Visão Baseada em Recursos (VBR) é uma perspectiva da estratégia que explica a vantagem competitiva a partir dos recursos e competências distintivos da firma.
A escolha estratégica inevitavelmente é baseada em recursos, pois a estratégia competitiva por menor custo total depende de tecnologias para obter economias de escala, de fontes de matérias primas e mão de obra de baixo custo; e a estratégia competitiva por diferenciação de produto depende de recursos raros e valiosos, tais como as marcas, as patentes, as redes de serviços e de distribuição, que também são fatores de produção. Em ambos os casos, os fatores são recursos.
Uma das escolas de Estratégia é a da visão baseada em recursos(resource-based view of the firm, ou RBV). Este modelo parte da análise interna da empresa (as forças e fraquezas da matriz SWOT) adota duas premissas:
1. As firmas, mesmo dentro de uma mesma indústria, são heterogêneas com respeito aos recursos estratégicos que controlam. Esses recursos não são perfeitamente distribuídos entre as firmas, o que faz com que a vantagem competitiva obtida por algumas firmas possa durar muito tempo.
Os recursos de uma firma podem ser classificados em:
- Capital físico: tecnologia, equipamentos, localização geográfica ou acesso a matéria-prima.
- Capital humano: a capacidade intelectual e de relacionamento que pode ser encontrada nas pessoas, sejam os gerentes ou os trabalhadores de maneira geral.
- Capital organizacional: diz respeito a estrutura formal da empresa, a forma como ela se organiza, suas ferramentas de controle, seus sistemas de coordenação e as relações informais entre os grupos.

A utilização destes recursos de forma diferenciada por uma determinada empresa pode fazer com que ela obtenha vantagem competitiva em relação a seus concorrentes.

## Vantagem competitiva e recursos
Vantagem competitiva diz respeito a situação na qual encontra-se uma empresa que implementa uma estratégia de criação de valor que não está sendo implementada por outros competidores, sejam eles atuais ou potenciais. Ela se torna sustentável quando há dificuldade para outras firmas replicarem os benefícios daquela que está em melhores condições estratégicas.
Um dos autores principais desta escola é Jay Barney, que enumera quatro características que os recursos devem ter para que se tornem fonte de vantagem competitiva sustentável.
- Valor.
- Raridade.
- Dificuldade de imitar.
- Dificuldade para substituir.

Recursos valiosos são aqueles que capacitam a empresa a atuar em relação ao ambiente, explorando oportunidades e mitigando ameaças. Por conseguinte, melhoram a eficiência e eficácia da firma.
Do ponto de vista da vantagem competitiva, de nada adianta ter um recurso valioso se todos o possuírem. O próprio conceito de vantagem competitiva diz respeito a uma firma que está implementando uma estratégia que cria valor que não está sendo implementada por outras firmas. Portanto, não deve ser comum, deve ser exclusivo, raro.
Quando um recurso é difícil de imitar ele é raro a longo prazo. Também pode ser fonte de vantagem competitiva se não for fácil substituí-lo por um produto similar ou mesmo por um produto diferente que produza o mesmo efeito ou gere os mesmos benefícios estratégicos.

### Histórico
É uma perspectiva que surgiu em contraposição à economia industrial foi formada a partir da convergência entre a Escola Austríaca e os estudos de Chamberlin (1933) e Penrose (1959), cujo propósito é explicar o desempenho econômico das firmas a partir de fatores competitivos internos, situados dentro da organização: os recursos e as capacidades distintivas à disposição da firma para gerar vantagens competitivas.
1. 1 2 3  J. Barney. «Firm Resources and Sustained Competitive Advantage.». Journal of Management, Vol 17. No 1. 99-120